# Carl-Bertil Nilsson
Carl August Bertil Nilsson, född 2 september 1903 i Malmö, död 1965 i Malmö, var en svensk målare och målarmästare.
Han var son till byggmästaren August Julius Nilsson och Anna Sophia Matsdotter och från 1946 gift med Bengta Maria Persson. Nilsson bedrev självstudier i Finland och Norge. Separat ställde han bland annat ut på Metropolfoajén i Malmö 1953 och i Jönköping 1956. Tillsammans med Sten Burén ställde han ut i Växjö 1955 och han medverkade i samlingsutställningar arrangerade av Trelleborgs konstförening, Malmö konstförening samt i Konstnärsgruppen. Hans konst består av bibliska kompositioner, strandbilder, trästudier, marinmålningar och blomsterstilleben utförda olja, pastell eller gouache.